# Trường Đại học Quảng Bình
Trường Đại học Quảng Bình ra đời ngày 24/10/2006 theo quyết định số 237/QĐ-TTg của Thủ tướng Chính phủ, trên cơ sở Trường Cao đẳng Sư phạm Quảng Bình, mà tiền thân là Trường Trung cấp Sư phạm Quảng Bình được thành lập vào năm 1959. Trải qua hơn 50 năm xây dựng và trưởng thành, Trường đã có nhiều cống hiến cho tỉnh Quảng Bình và đất nước, đã đào tạo hơn 5 vạn cán bộ, giáo viên, cử nhân, kỹ sư, cung cấp nguồn nhân lực quan trọng cho các tỉnh Quảng Bình, Hà Tĩnh, Quảng Trị,

## Lịch sử
Trường Đại học Quảng Bình được thành trên cơ sở Trường Cao đẳng Sư phạm Quảng Bình mà tiền thân là Trường Trung cấp Sư phạm Quảng Bình được thành lập từ năm 1959. Đây là trường đại học duy nhất của tỉnh Quảng Bình, đào tạo đa ngành, đa cấp, đa lĩnh vực. Với hơn nửa thế kỷ xây dựng và phát triển, Trường Đại học Quảng Bình đã trải qua 7 giai đoạn:

### Giai đoạn từ 1959 đến 1965
Ngày 22/7/1959, Bộ trưởng Bộ Giáo dục Nguyễn Văn Huyên ký Nghị định số 379/NĐ thành lập một số trường sư phạm, trong đó có trường Trung cấp Sư phạm Quảng Bình. Trường có nhiệm vụ đào tạo giáo viên cấp 2 về khoa học tự nhiên và xã hội phục vụ các tỉnh Hà Tĩnh, Quảng Bình và khu vực Vĩnh Linh. Cơ sở đầu tiên của Trường đóng tại Tam Tòa (Đồng Hới).
Ngày 27/10/1959, tại thị xã Đồng Hới, Trường đã tổ chức Lễ khai giảng khóa học đầu tiên.

### Giai đoạn từ 1965 đến 1975
Do điều kiện chiến tranh, từ 1965 đến 1975, Trường đã phải 8 lần chuyển địa điểm, qua nhiều nơi, từ miền núi xuống đồng bằng, đủ các địa bàn Đông, Tây, Nam, Bắc của Quảng Bình.
- Tháng 1/1965, Trường chuyển về đóng tại xã Vạn Ninh, huyện Quảng Ninh, một vùng bán sơn địa ở phía Tây Nam Đồng Hới.
- Tháng 2/1965, Trường lại sơ tán về Văn hóa, Tuyên Hóa, một xã miền núi bên bờ sông Gianh, ở Tây Bắc Quảng Bình.
- Tháng 8/1965 thầy và trò của trường lại phải di chuyển đến Ngọn Rào (Bố Trạch), một thung lũng cách Đường 15 theo đường chim bay chưa đầy 15 km, nơi thường xuyên bị máy bay địch oanh tạc.
- Tháng 10/1966, Trường chia làm 2: Trường Sư phạm sơ cấp chuyển về thôn Cây Lim thuộc xã Lâm Trạch (Bố Trạch); Trường Sư phạm Trung cấp chuyển về xã Quảng Tân (Quảng Trạch).
- Tháng 6/1967 Trường lại sơ tán đến Cao Mại, một xã rẻo cao ở huyện Tuyên Hóa.
- Tháng 11/1968, đế quốc Mỹ ngừng ném bom miền Bắc. Tỉnh Quảng Bình có chủ trương chuyển Trường về đồng bằng để vừa học vừa sản xuất.
- Tháng 8/1970, Trường chuyển về xã Hồng Thủy, huyện Lệ Thủy. Nhưng kế hoạch sản xuất (trồng cói lác) không khả thi nên UBND tỉnh lại chuyển Trường về Phú Định, một vùng đồi ở miền Tây Bố Trạch.
- Đầu năm học 1974-1975, Trường chuyển về Zét, ở phía tây Đồng Hới, sát trung tâm hành chính của Tỉnh lúc bây giờ là Cộn, kết thúc cuộc trường chinh 10 năm khói lửa của thầy và trò Trường Trung cấp Sư phạm Quảng Bình.

Với nhiều thành tích đạt được trong 10 năm chiến tranh gian khổ, Trường Trung cấp Sư phạm Quảng Bình là một trong 9 trường sư phạm trên toàn miền Bắc được công nhận là trường tiên tiến xuất sắc của ngành giáo dục; được Nhà nước tặng Huân chương chiến công hạng III, huân chương kháng chiến hạng III; được Bộ Giáo dục và UBND Tỉnh Quảng Bình tặng cờ thi đua và nhiều bằng khen, giấy khen.
Năm 1970, Tỉnh Quảng Bình quyết định nhập 4 trường: Trường Sư phạm Trung Cấp, Trường Sư phạm Sơ Cấp, Trường Sư phạm Mẫu giáo, Trường Sư phạm Bồi dưỡng thành Trường Sư phạm Quảng Bình. Cuối năm học 1973-1974, Trường Sư phạm Quảng Bình lại tách làm 3 trường: Trường Sư phạm Cấp 1; Trường Sư phạm 10+3 và Trường Sư phạm Mẫu giáo.

### Giai đoạn từ 1975 đến 1979
Năm 1976, ba tỉnh Quảng Bình, Quảng Trị và Thừa Thiên Huế sáp nhập thành tỉnh Bình Trị Thiên, Trường Sư phạm 10+3 Quảng Bình có thêm nhiệm vụ đào tạo giáo viên tăng cường cho vùng mới giải phóng ở Quảng Trị và Thừa Thiên Huế.
Thời kỳ này Trường chuyển về phía Tây Cộn, trên một khu đất rộng rãi với cơ sở vật chất để lại của một số cơ quan cấp tỉnh đã chuyển vào Huế.
Từ 1976 đến 1979, Trường đã đào tạo được 2.479 giáo viên cấp 2 hệ 10+3, chi viện cho vùng sâu, vùng xa, vùng đặc biệt khó khăn, kịp thời đáp ứng nhu cầu giáo dục của cả tỉnh. Cũng thời gian này, Trường đã quan tâm chuẩn hóa đội ngũ, động viên một số giáo viên đi học sau đại học khóa đầu tiên tại Hà Nội.
Sau gần 20 năm xây dựng và phát triển, ngày 21/8/1978, Chính phủ quyết định nâng cấp Trường Sư phạm 10+3 Quảng Bình thành Trường Cao đẳng Sư phạm Quảng Bình. Đây là thành quả của sự nỗ lực phấn đấu không ngừng của thầy và trò, là mốc quan trọng trong lịch sử của trường.
Ngày 20/3/1979, Trường vinh dự được Chủ tịch nước quyết định tặng thưởng Huân chương Lao động hạng 3.

### Giai đoạn từ 1979 đến 1989
Năm 1979, để thuận tiện cho công tác quản lý, Tỉnh ủy, UBND Tỉnh Bình Trị Thiên quyết định nhập Trường Cao đẳng Sư phạm Quảng Bình vừa được nâng cấp ở Quảng Bình với Trường Cao đẳng Sư phạm Huế thành Trường Cao đẳng Sư phạm Bình Trị Thiên, cơ sở chính tại thành phố Huế, cơ sở 2 tại Cộn (Đồng Hới, Quảng Bình).
Nhiệm vụ của cơ sở 2 chủ yếu là giải quyết các công việc còn tồn đọng ở thời điểm giao thời. Có 2156 giáo viên cấp 2 (hệ cao đẳng và 1 khóa hệ 10+3), 1070 giáo viên bồi dưỡng theo hình thức chuyên tu, tại chức tốt nghiệp tại cơ sở Cộn thời kỳ này.
Kết thúc năm học 1982-1983, cơ sở 2 ngưng hoạt động để chuyển cán bộ giảng viên và một phần cơ sở vật chất vào thành phố Huế.

### Giai đoạn từ 1989 đến 1995
Ngày 30/6/1989 Quốc hội khóa VIII, kỳ họp thứ 5 quyết định tách tỉnh Bình Trị Thiên thành 3 tỉnh như cũ. Sau khi chia tỉnh, Trường Cao đẳng Sư phạm Bình Trị Thiên trở thành Trường Cao đẳng Sư phạm Thừa Thiên Huế.
Để đáp ứng nhu cầu đào tạo phát triển giáo dục, ngày 10/2/1990, UBND tỉnh Quảng Bình đã có Quyết định số 17/QĐ-UB về việc thành lập Trường Trung học Sư phạm Quảng Bình, trực thuộc Sở Giáo dục Quảng Bình.
Đến tháng 8/1990, Trường chính thức đi vào hoạt động. Địa điểm của Trường đóng tại Cộn. Những năm đầu, Trường Trung học Sư phạm Quảng Bình chỉ có 2 khoa: Tiểu học, Mầm non và 2 phòng: Giáo vụ, Hành chính.
Ngày 16/9/1990, Trường Trung học Sư phạm Quảng Bình khai giảng khóa đầu tiên với 101 giáo sinh, hệ đào tạo giáo viên tiểu học.
Ngày 27/9/1991, Trường Trung học Sư phạm Quảng Bình chuyển về địa điểm mới ở phường Bắc Lý, thị xã Đồng Hới, một phần của Trường Đại học Quảng Bình đóng bây giờ.
Giai đoạn từ 1991 đến 1994, ngoài đào tạo giáo viên tiểu học trình độ THSP hệ 12+2, để đáp ứng nhu cầu cấp bách của ngành giáo dục, Trường được Sở Giáo dục giao nhiệm vụ đào tạo giáo viên cắm bản cho vùng cao, đối tượng là học sinh tốt nghiệp THCS. Các loại hình đào tạo này rất linh hoạt, từ khóa đào tạo cấp tốc 1 tháng và học rải trong các hè, đến các hệ 12+1+1; 9+1+2.

### Giai đoạn từ 1995 đến 2005
Ngày 25/9/1995, Thủ tướng Chính phủ có Quyết định số 602/QĐ-TTg về việc nâng cấp các Trường trung học sư phạm của các tỉnh Quảng Bình, Hòa Bình, Phú Yên thành các Trường cao đẳng sư phạm.
Trường Cao đẳng Sư phạm Quảng Bình trực thuộc Sở Giáo dục Quảng Bình, có nhiệm vụ đào tạo và bồi dưỡng giáo viên phổ thông của tỉnh Quảng Bình đạt trình độ cao đẳng, nghiên cứu khoa học giáo dục phục vụ yêu cầu phát triển và nâng cao chất lượng giáo dục phổ thông ở địa phương.
Tháng 11 năm 1995, Trường Cao đẳng Sư phạm Quảng Bình trở thành đơn vị trực thuộc UBND tỉnh Quảng Bình.
Ghi nhận quá trình phấn đấu và tôn vinh thành tích của cán bộ, giảng viên và sinh viên của Trường, ngày 17/9/1999, Chủ tịch nước quyết định trao tặng Huân chương Lao động Hạng nhì cho Trường Cao đẳng Sư phạm Quảng Bình.

### Giai đoạn từ 2006 đến nay
Ngày 24/10/2006 Thủ tướng Chính phủ ra quyết định thành lập Trường Đại học Quảng Bình. Chức năng nhiệm vụ chính của Trường là đào tạo nguồn nhân lực cho tỉnh Quảng Bình và các vùng phụ cận, kể cả hợp tác, hỗ trợ giáo dục, đào tạo cho các tỉnh biên giới của nước Cộng hòa dân chủ nhân dân Lào.
Năm 2007, Trường tuyển sinh đào tạo đại học hệ chính quy khóa đầu tiên với 421 sinh viên các ngành: Sư phạm Toán - Lý, Sư phạm Văn - Sử; Sư phạm Tiểu học, Tiếng Anh, Nuôi trồng thủy sản và Tin học.
Năm 2011, Trường liên kết với Đại học Đà Nẵng đào tạo cao học các ngành Kinh tế phát triển và Khoa học máy tính.
Việc chuyển đổi phương thức đào tạo theo niên chế sang hệ thống tín chỉ được triển khai từ năm học 2008-2009, đến năm 2010 cơ bản chuyển hẳn sang đào tạo theo tín chỉ.
Cơ cấu tổ chức, bộ máy quản lý Trường Đại học từng bước được hoàn thiện. Từ chỗ chỉ có 9 khoa khi mới thành lập, đến nay, Trường có 24 đơn vị trực thuộc gồm 11 khoa, 7 phòng chức năng, 2 ban chức năng và 4 Trung tâm.

## Hiệu trưởng của trường qua các thời kỳ
| STT | Thời kỳ          | Lãnh đạo trường          | Ghi chú                                           |
| --- | ---------------- | ------------------------ | ------------------------------------------------- |
| 1   | 1959 - 1964      | Ông Trần Kháng           | Trường Trung cấp Sư phạm Quảng Bình               |
| 2   | 1964 - 1966      | Ông Nguyễn Đình Nguyên   | Trường Trung cấp Sư phạm Quảng Bình               |
| 3   | 1966 - 1968      | Ông Lê Văn Đang          | Trường Sư phạm Trung Cấp                          |
| 4   | 1966 - 1968      | Ông Nguyễn Đình Nguyên   | Trường Sư phạm Sơ cấp                             |
| 5   | 1968 - 1969      | Ông Nguyễn Đình Nguyên   | Trường Sư phạm Trung cấp và Trường Sư phạm Sơ cấp |
| 6   | 1970 - 1973      | Ông Nguyễn Đình Nguyên   | Trường Sư phạm Quảng Bình                         |
| 7   | 1974 - 1975      | Ông Nguyễn Đình Nguyên   | Trường Sư phạm 10+3                               |
| 8   | 1975 - 1976      | Ông Nguyễn Quang Đăng    | Trường Sư phạm 10+3                               |
| 9   | 1976 - 1977      | Ông Phạm Kim Ngân        | Trường Cao đẳng Sư phạm Quảng Bình                |
| 10  | 1977 - 1979      | Ông Nguyễn Đình Nguyên   | Trường Cao đẳng Sư phạm Quảng Bình                |
| 11  | 1979 - 1989      | Ông Nguyễn Đình Nguyên   | Trường Cao đẳng Sư phạm Bình Trị Thiên            |
| 12  | 1989 - 1994      | Ông Nguyễn Đình Nguyên   | Trường Trung học Sư phạm Quảng Bình               |
| 13  | 1994 - 1995      | Ông Hoàng Bá Cơ          | Trường Trung học Sư phạm Quảng Bình               |
| 14  | 1995 - 2001      | Ông Hoàng Bá Cơ          | Trường Cao đẳng Sư phạm Quảng Bình                |
| 15  | 2001 - 2006      | PGS.TS Nguyễn Huỳnh Phán | Trường Cao đẳng Sư phạm Quảng Bình                |
| 16  | 2006 - 2010      | PGS.TS Nguyễn Huỳnh Phán | Trường Đại học Quảng Bình                         |
| 17  | 12/2010 - 3/2011 | Ông Nguyễn Đảng          | Trường Đại học Quảng Bình                         |
| 18  | 2011 -2020       | PGS.TS Hoàng Dương Hùng  | Trường Đại học Quảng Bình                         |
| 19  | 2020 đến nay     | PGS. TS Nguyễn Đức Vượng | Trường Đại học Quảng Bình                         |

## Đội ngũ giảng viên
Hiện tại, Trường Đại học Quảng Bình có 195 giảng viên, trong đó có 3 Phó Giáo sư - Tiến sĩ, 35 Tiến sĩ, 117 Thạc sĩ và 52 giảng viên. Các giảng viên trong trường cũng luôn được khuyến khích, tạo điều kiện để đi học, nghiên cứu nhằm nâng cao trình độ. Hiện nay, nhiều giảng viên của trường đang được cử đi học để lấy bằng Thạc sĩ và Tiến sĩ ở các trường trong và ngoài nước.

## Tổ chức
Hiện tại, Trường Đại học Quảng Bình có 24 đơn vị trực thuộc gồm 11 khoa, 8 phòng chức năng, 1 ban chức năng và 4 Trung tâm.
Danh sách 11 khoa gồm:
- Khoa Khoa học Tự nhiên. Trưởng khoa: TS. Nguyễn Thành Chung
- Khoa Khoa học Xã hội. Trưởng khoa: TS Mai Thị Liên Giang
- Khoa Kỹ thuật - Công nghệ. Trưởng khoa: PGS.TS Nguyễn Đức Vượng
- Khoa Nông - Lâm - Ngư. Trưởng khoa: TS Trần Thế Hùng
- Khoa Kinh tế - Du lịch. Trưởng khoa: TS Trần Tự Lực
- Khoa Ngoại ngữ. Trưởng khoa: TS Nguyễn Đình Hùng
- Khoa Lý luận Chính trị. Trưởng khoa: TS Trần Thị Sáu
- Khoa Âm nhạc - Mỹ thuật. Q.Trưởng khoa: ThS Phạm Thị Diệu Vinh
- Khoa Sư phạm Tiểu học Mầm non. Trưởng khoa: ThS Nguyễn Đại Thăng
- Khoa Giáo dục Thể chất - Quốc phòng. Trưởng khoa: TS Bùi Khắc Sơn
- Khoa Giáo dục thường xuyên. Q.Trưởng khoa: ThS Hoàng Thị Hà

Danh sách 8 phòng chức năng gồm:
- Phòng Tổ chức - Hành chính. Trưởng phòng: ThS Lê Khắc Diễn
- Phòng Đào tạo. Trưởng phòng: PGS.TS Trần Ngọc
- Phòng Quản lý Khoa học và Quan hệ Quốc tế. Trưởng phòng: TS Võ Thị Dung
- Phòng Công tác Sinh viên. Trưởng phòng: ThS Vương Kim Thành
- Phòng Kế hoạch tài chính. Trưởng phòng: TS Nguyễn Xuân Hảo
- Phòng Thanh tra - Pháp chế. Trưởng phòng: TS Trần Đức Hiền
- Phòng Đảm bảo chất lượng Giáo dục. Trưởng phòng: TS Dương Thị Ánh Tuyết
- Phòng Quản trị thiết bị. Trưởng phòng: CN Đỗ Hồng Sâm

Danh sách 1 ban chức năng gồm:
- Ban Quản lý Dự án. Trưởng ban: KS Lê Thanh Bình

Danh sách 4 Trung tâm gồm:
- Trung tâm Học Liệu. Giám đốc: TS Trương Thị Tư
- Trung tâm Tin học - Ngoại ngữ. Giám đốc: ThS Lê Minh Thắng
- Trung tâm Hỗ trợ Sinh viên và Quan hệ Doanh nghiệp. Giám đốc: TS Bùi Khắc Sơn
- Trung tâm Nghiên cứu và Thực nghiệm Nông Lâm. Giám đốc: TS Trần Lý Tưởng.

## Các ngành đào tạo
Hiện nay, Trường Đại học Quảng Bình đang tổ chức đào tạo chính quy 15 ngành trình độ đại học, và 14 ngành trình độ cao đẳng. Đó là:
| STT              | Tên ngành           | STT               | Tên ngành           |
| Trình độ Đại học | Trình độ Đại học    | Trình độ Cao đẳng | Trình độ Cao đẳng   |
| ---------------- | ------------------- | ----------------- | ------------------- |
| 1                | Sư phạm Toán học    | 1                 | Sư phạm Toán - Lý   |
| 2                | Sư phạm Vật lý      | 2                 | Sư phạm Hóa học     |
| 3                | Sư phạm Hóa học     | 3                 | Sư phạm Văn - GDCD  |
| 4                | Sư phạm Ngữ văn     | 4                 | Sư phạm Âm nhạc     |
| 5                | Sư phạm Lịch sử     | 5                 | Sư phạm Mỹ thuật    |
| 6                | Sư phạm Sinh học    | 6                 | Sư phạm Lý – KTCN   |
| 7                | Giáo dục Tiểu học   | 7                 | Sư phạm Địa - GDCD  |
| 8                | Giáo dục Mầm non    | 8                 | Sư phạm Địa - Sử    |
| 9                | Giáo dục Chính trị  | 9                 | Quản trị kinh doanh |
| 10               | Công nghệ thông tin | 10                | Giáo dục Tiểu học   |
| 11               | Tiếng Anh           | 11                | Giáo dục Mầm non    |
| 12               | Nuôi trồng thủy sản | 12                | Tiếng Trung Quốc    |
| 13               | Kế toán             | 13                | Tiếng Anh           |
| 14               | Quản trị kinh doanh | 14                | Kế toán             |
| 15               | Địa lý du lịch      |                   |                     |

Ngoài ra, Trường Đại học Quảng Bình còn tổ chức đào tạo liên thông với 11 ngành trình độ đại học và 5 ngành trình độ cao đẳng.
| STT                         | Tên ngành                   | STT                          | Tên ngành                        |
| Trình độ Đại học Liên thông | Trình độ Đại học Liên thông | Trình độ Cao đẳng Liên thông | Trình độ Cao đẳng Liên thông     |
| --------------------------- | --------------------------- | ---------------------------- | -------------------------------- |
| 1                           | Sư phạm Toán học            | 1                            | Xây dựng cầu đường               |
| 2                           | Sư phạm Vật Lý              | 2                            | Xây dựng dân dụng và công nghiệp |
| 3                           | Sư phạm Hóa học             | 3                            | Thư viện - Thông tin             |
| 4                           | Sư phạm Ngữ văn             | 4                            | Sư phạm Mầm non                  |
| 5                           | Sư phạm Sinh học            | 5                            | Chăn nuôi                        |
| 6                           | Giáo dục Tiểu học           |                              |                                  |
| 7                           | Giáo dục Mầm non            |                              |                                  |
| 8                           | Công nghệ thông tin         |                              |                                  |
| 9                           | Tiếng Anh                   |                              |                                  |
| 10                          | Kế toán                     |                              |                                  |
| 11                          | Quản trị kinh doanh         |                              |                                  |

## Thành tích đã đạt được
- Huân chương Chiến công hạng Ba
- Huân chương Kháng chiến hạng Ba
- Huân chương Lao động hạng Ba (năm 1979)
- Huân chương Lao động hạng Nhì (năm 1999)

Ngoài ra, Trường đã được trao nhiều bằng khen, cờ thi đua của Tỉnh Quảng Bình và Bộ Giáo dục - Đào tạo.